# Acosmetia malgassica
Acosmetia malgassica là một loài bướm đêm trong họ Noctuidae.